# William Orton

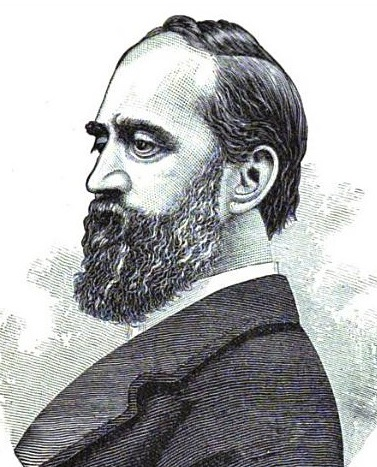
William Orton

William Orton (* 14. Juni 1826 in Cuba, Allegany County, New York; † 22. April 1878 in New York City) war ein US-amerikanischer Politiker und Regierungsbeamter sowie langjähriger Präsident der Western Union.

## Leben und Wirken
Nach einer kurzen Ausbildung an einer Allgemeinschule besuchte William Orton eine Normalschule in Albany und absolvierte anschließend eine Lehre in Geneva. 1850 arbeitete er in Geneva als Angestellter in einem Buchladen von George Hunter Derby (1823–1852); später übernahm er dessen Leitung und war Teilhaber mehrerer Buchläden. 1857 wurde Orton Manager beim Herausgeber James G. Gregory & Co.
Politisch aktiv, wurde Orton als Republikaner in den Stadtrat von New York (Common Council) gewählt, wo er verschiedene betrügerische Praktiken der Stadtregierung aufdeckte. 1862 wurde er von Präsident Abraham Lincoln zum Collector of Internal Revenue ernannt und auf Betreiben von Salmon P. Chase nach Washington in das Department of the Treasury als Commissioner of Internal Revenue berufen. Aufgrund seiner angegriffenen Gesundheit quittierte diesen Posten jedoch bald darauf.
Wenig später Orton wurde Präsident der United States Telegraph Company. Nach der Reorganisation der Western Union Telegraph Company war er 1866 zunächst Vizepräsident und kurz darauf Präsident der Gesellschaft. Während dieser Zeit führte er unter anderem die Zahlungsanweisung (Money Order System) ein und setzte durch, dass nachts gesendete Mitteilungen nur die Hälfte kosten. 1878 gründete er das Journal of Telegraphy. Zu dieser Zeit war Orton Präsident der International Ocean Telegraph Company, der Gold and Stock Telegraph Company, der Pacific und Southern Atlantic Companies sowie Mitglied des Union League Clubs und des Board of Trade and Chamber of Commerce.
William Orton war mit Agnes J. Gillespie verheiratet, mit der er vier Söhne und vier Töchter hatte.